# Cyryl Koburg
Cyryl Koburg, bg. Кирил Сакскобургготски, Kirył Sachsen-Coburg-Gotha (ur. 17 listopada 1895, zm. 1 lutego 1945) – drugi syn cara Bułgarii, Ferdynanda I, i jego pierwszej żony, Marii Luizy Parmeńskiej, młodszy brat Borysa III.

## Życiorys
W okresie tzw. Królestwa Regencyjnego w Polsce książę Cyryl był jednym z kandydatów do tronu. Miał poparcie cesarza Wilhelma II, ale oficjalnej kandydaturze sprzeciwił się ojciec, car Ferdynand I.
Po śmierci Borysa, 28 sierpnia 1943 roku, został przez parlament bułgarski ogłoszony regentem, do czasu osiągnięcia pełnoletniości przez Symeona II, syna Borysa III. Po przejęciu władzy w Bułgarii przez komunistów Cyryl został uznany za winnego kolaboracji z Niemcami i skazany na śmierć. Wyrok wykonano.